# إفوة
قرية إفوة هي إحدى القرى التابعة لمركز الواسطي في محافظة بني سويف في جمهورية مصر العربية. حسب إحصاءات سنة 2006، بلغ إجمالي السكان في إفوة 11859 نسمة، منهم 6127 رجلا و5732 امرأة.